# Touch (touch rugby)
Il touch o tocco nel touch rugby sostituisce il placcaggio delle altre varianti del rugby.
Durante gli allenamenti di rugby in Italia veniva praticata una versione senza contatto del gioco chiamata in svariati modi. L'azione per fermare l'avversario doveva essere effettuata con entrambe le mani sulla schiena del giocatore in possesso di palla.
Nel gioco internazionale del touch o nel rugby al tocco italiano invece il touch è assegnato quando qualsiasi parte del corpo di un difensore viene a contatto con qualsiasi parte del corpo del giocatore in possesso di palla.

## Fonti
- Regolamento I.T. (Italia Touch) italiano
- Regolamento L.I.T.R. (Lega Italiana Touch Rugby)[collegamento interrotto] italiano
- F.I.T. Federazione internazionale touch inglese
- Regolamento F.I.T. inglese